# 浅野小倉製鋼所

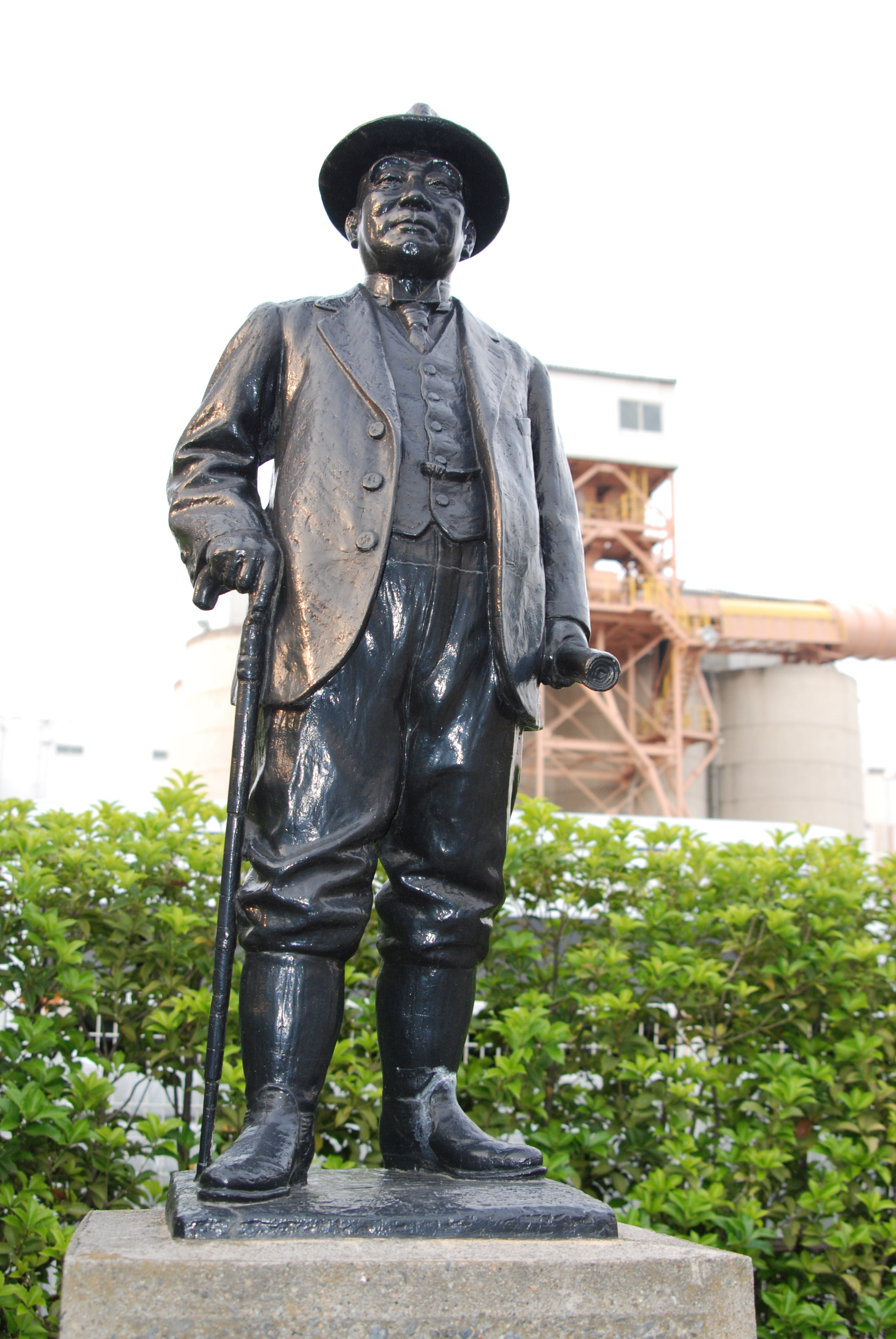
浅野財閥総帥 浅野総一郎の銅像

浅野小倉製鋼所（あさのこくらせいこうじょ）は浅野財閥の製鉄会社。長い間経営難に苦しんだが、軍需景気で改善した。戦後に住友金属工業に吸収合併された。

## 浅野小倉製鋼所の設立

### 東京製綱小倉製鋼所
第一次世界大戦によって鉄鋼の輸入が困難になって、価格が数倍から十数倍に高騰した。そこで、ワイヤーロープを製造していた東京製綱は、原材の自給と鋼材市販のために、1916年（大正5年）に東京製綱小倉製鋼所を開設し、同年9月に第一号平炉の操業を始めた。翌年の6月には棒鋼圧延を開始し、12月に第二号平炉の操業を始めた。さらに、1917年（大正6年）9月30日に資本金150万円で日本銑鉄株式会社を設立し、翌年5月に第一高炉が初出銑したが、同年11月に終戦になり、1919年（大正8年）2月11日に経営難で操業停止にした。1917年（大正6年）10月には、別に設立した帝国特殊煉瓦株式会社が操業開始し、小倉製鋼所と日本銑鉄の築炉その他の耐火レンガの自給と市販を行った。

### 東京製綱から小倉製鋼所を買収
第一次世界大戦中の1917年（大正6年）に米国が鉄鋼輸出を禁止すると、浅野造船所で用いる鉄板を自給するために、浅野総一郎は浅野製鉄所を設立した。そして日本鋼管と富士製鋼から買った鋼塊から鉄板を作ろうとした。だが、品質が粗悪で使い物にならなかったので、鋼塊も自給しようと考えた。新しい製鋼工場の建設には時間がかかるが、小倉製鋼所と日本銑鉄を東京製綱から買収すれば、すぐに銑鋼一貫作業が可能になる。それで1918年（大正7年）10月23日に約1200万円（工場930万円、付属物と物品350万円）（金額が合わないが典拠のまま記す。）で小倉製鋼所を買収し、12月7日に資本金1500万円（払込600万円）で株式会社浅野小倉製鋼所を設立し、浅野総一郎が社長に、横山徳次郎が常務に就任した。また、1921年（大正10年）2月に帝国特殊煉瓦を買収し、1925年（大正14年）3月に日本銑鉄を吸収した。

## 終戦で鉄鋼暴落し買収費支払いが困難に
小倉製鋼所の買収費用1200万円は、一年で元が取れる計算で、最初に600万円を払い半年後に残りの600万円を払う予定だった。だが、調印の一週間後に戦争が終わると、米国が鉄鋼輸出を解禁し、鉄鋼価格が半額に暴落して、買収費の支払いが困難になった。苦境にあえいだ浅野総一郎は、東京製綱に契約内容の変更を求めたが拒否された。それで、渋沢栄一に仲裁を依頼した。1919年（大正8年）6月26日に渋沢は両者に裁定書を交付し受諾させた。その内容は、支払いの一部100万円を浅野小倉製鋼所の株式で代用する。未払金約550万8千円の支払いを延期するかわりに利子を払う、1922年（大正11年）と翌年に200万円ずつ払い、1924年（大正13年）に残り全部を払うというものだった。しかし、不況が続いたのでこの裁定に即した支払いも困難になった。そこで浅野総一郎は再び渋沢栄一に仲裁を頼み、1923年（大正12年）10月27日に新たな裁定で契約し直した。930万円を11年間分割払いするというものだった。ところが、景気がどんどん悪化していくので支払い困難になり、毎月のように契約を改定して支払期限を延長した。1934年（昭和9年）7月に、ようやく支払いを完了した。会社設立以来16年もかかって、元利合計約1500万円を支払った。戦時中に会社を設立した1918年（大正7年）10月頃の相場は一トンあたり、銑鉄560円、鋼塊800円、鋼板1800円だったが終戦で半額になり、その後も下げ続けて、銑鉄22円、鋼塊40円、鋼板50円に達した。浅野小倉製鋼所は最悪の時期に設立されたのだった。そのせいで、1920年代には、業績が浅野財閥主要九社の中で一番悪かった。

## 末兼要が経営を改善
浅野総一郎は官営八幡製鉄所で働いていた末兼要を浅野小倉製鋼所に引き抜いて、専務あるいは常務に据えた。この末兼要は職工からの叩き上げで、二十年以上、鉄に携わって研究を続け、実地の知識では日本一と言われた人物だった。末兼は事実上、浅野小倉製鋼所の支配者になると、原料を叩くだけ叩いて安く買い、販売では老獪な問屋も泣かす手腕を発揮したが、何よりも技術的努力で経営を改善した。すなわち1925年（大正14年）に80kgの小型鋼塊の生産に成功した。これは分塊作業を無くして材料費を大幅に切り下げる画期的な出来事だった。1928年（昭和3年）には分塊作業を完全に休止したので、生産・経営の一大転機となり、生産が飛躍的に増加して営業成績が好転した。その他にも末兼式電信線を鉄道省・逓信省に納入した。

## 小倉の埋め立て事業
浅野総一郎は1918年（大正7年）12月の会社設立と同時に、浅野小倉製鋼所に埋立事業部を作り、小倉市前面の海を埋め立てて54万坪の模範的都市を建設する計画を県庁に出願したが、規模が大き過ぎてなかなか許可されなかった。1923年（大正12年）末に32万坪に縮小されてようやく許可された。翌年に埋立を開始し一万トンの船四隻が同時に係留可能な桟橋や堤防・運河・航路・船溜まりを作り始めた。浅野小倉製鋼所の経営難で一時中断したが経営が改善すると再開した。1931年（昭和6年）7月に埋立事業と設備を浅野財閥が新設した小倉築港株式会社（小倉興産）に引き渡した。

## 軍需景気で業績好転
昭和恐慌の直中1930年（昭和5年）11月9日に、浅野総一郎が没した。その翌年1931年（昭和6年）9月に満洲事変が始まると、軍需景気で鉄鋼業界が稀に見る活況を呈してきた。同年12月に資本金を1500万円から750万円に減資したのだが、1932年（昭和7年）9月に四号平炉を建設し始め翌年１月に操業開始した。その他にガス発生炉二基を増設し造塊工場も拡充した。その結果、前年度比で133%強の増産となった。1933年（昭和8年）上期には前年と前々年の平均の四倍の利益を得たが、これは平均払込資本金の106%という巨額な利益率だった。それで、長い間停止していた配当を年6%で再開し、年10%から年15%を経て1935年（昭和10年）からは年12%を安定配当した。さらに線材工場の増築と線材加熱炉の増設で、1934-1935年（昭和9-10年）度には、1931年（昭和6年）度比で250%強の生産増強を達成した。1934年（昭和9年）に浅野同族会社（浅野財閥本社）は、安田銀行・日本昼夜銀行（安田財閥）から319万円を借入れ浅野小倉製鋼所を全額払込にして工事の資金にし、さらに浅野小倉製鋼所の株式四万株を売却して、売却益約463万円を借入の返済に当てた。同年日本製鐵が設立されて官営八幡製鐵所や三井財閥・三菱財閥の製鉄会社が参加したが、浅野財閥の三社である浅野小倉製鋼所・浅野造船所（製鉄部）・日本鋼管は経営改善していたので、政府の方針に逆らって参加を拒否した。1936年（昭和11年）になると屑鉄が払底して価格が暴騰し、原料難で生産が下降した。それを打開するために銑鋼一貫作業体制を確立しようと、日産350トンのブラウン式高炉と付帯設備の建設を開始し、第二製鋼工場の建設も開始した。同年12月に、株式会社浅野小倉製鋼所から小倉製鋼株式会社に改称した。1937年（昭和12年）4月に、資本金を1600万円に増資して建設工事の資金に当てた。同年7月に盧溝橋事件が起こって日中戦争が始まると、戦時経済で業績が目覚ましく伸びたので、1938年（昭和13年）10月に資本金を二倍の3200万円に増資した。1939年（昭和14年）4月に、第一高炉に火入れして念願の銑鋼一貫作業を実現して、製鋼原料の自給率を上げていって、原料不足の問題を解決した。1942年（昭和17年）3月には第二高炉が完成したが、原料事情などのために火入れできなかった。1944年（昭和19年）始めには原料・労働力の不足のせいで突然に生産が減少した。2月11日には浅野重工業を吸収合併して、資本金3580万円になり、小倉製鋼株式会社から浅野重工業株式会社に改称した。さいわい戦争の直接的被害がないまま終戦を迎えた。第一高炉は終戦と同時に休止した。

## 戦後
1945年（昭和20年）に会社名を浅野重工業から小倉製鋼に戻した。 同年12月に労働組合が結成されて、労働争議や要求闘争で生産が低迷したが、1948年（昭和23年）に労働組合が分裂して穏健化すると、生産が急上昇した。翌年の資本金は一億円だったが、二億円、四億円、八億円と毎年倍増した。1948年（昭和23年）に財閥同族支配力排除法で浅野財閥直系会社に指定されたが、浅野関係者は全員、前もって辞任していた。1950年（昭和25年）6月に朝鮮戦争が始まると鉄鋼業が好況になったので、翌年1月に第二号高炉に火入れして銑鋼一貫体制に戻し、さらに新たに工場を設けた。ところが好況は長続きせず、業績が低迷したので提携先を探した。その頃住友金属工業は原料の屑鉄が減少し不足したので、高炉を持つ会社との提携を求めていた。両者の利害が一致して、1952年（昭和27年）3月に資本提携し、12月26日に小倉製鋼は住友金属工業に吸収合併された。小倉製鋼社長中村為嗣は住友金属工業の副社長になった。
住友金属工業は後に新日本製鉄と合併して新日鉄住金となったが、その後、日本製鉄に改称した。